# Hymenochaete tomentelloidea
Hymenochaete tomentelloidea är en svampart som beskrevs av Gilb. & Hemmes 1997. Hymenochaete tomentelloidea ingår i släktet Hymenochaete och familjen Hymenochaetaceae.   Inga underarter finns listade i Catalogue of Life.